# Сергиенко, Валентин Иванович
Валенти́н Ива́нович Сергие́нко (18 августа 1944, Ново-Сысоевка, Приморский край, СССР) — советский и российский химик, специалист в области теоретической химии, спектрохимии и строения комплексных фторидов, доктор химических наук (1989), профессор, академик РАН (2000). Вице-президент РАН (2013—2022), председатель Дальневосточного отделения РАН (2001—2022), председатель Приморского научного центра ДВО РАН (2001—2022), научный руководитель Института химии ДВО РАН ( с 2018 по настоящее время), советник РАН (с 2023 по настоящее время). Председатель Российского национального комитета Тихоокеанской научной ассоциации (PSA).

## Биография
Родился 18 августа 1944 года в селе Новосысоевка Яковлевского района Приморского края.
В 1966 году окончил физико-математический факультет Дальневосточного государственного университета.
В 1970 году окончил аспирантуру отдела химии Дальневосточного филиала Сибирского отделения Академии наук СССР.
С 1965 года работает в Отделе химии ДВФ СО АН СССР (с 1971 года Институт химии) Дальневосточного научного центра, затем Дальневосточного отделения АН СССР, Владивосток.
В 1971 году присуждена учёная степень кандидата химических наук.
В 1972—1977 и 1984—1991 годах — заместитель директора по научной работе Института химии ДВНЦ (ДВО) АН СССР, с 1973 года и по настоящее время заведующий лабораторией строения вещества, а затем Отдела строения вещества.
В 1989 году присуждена учёная степень доктора химических наук по специальности «физическая химия» (Институт химической физики имени Н. Н. Семёнова РАН) за диссертацию «Роль межионных взаимодействий в формировании электронных и динамических свойств комплексных фторидов».
В 1992 году В. И. Сергиенко стал заместителем председателя Дальневосточного отделения Российской академии наук.
В 1997 году В. И. Сергиенко избран членом-корреспондентом Российской академии наук по Отделению общей и технической химии, а в 2000 году — действительным членом РАН по Отделению общей и технической химии. Член Президиума РАН c 14 ноября 2002 года, вице-президент РАН с 2013 года по 2022 года.
С 2001 по 2022 годы — председатель президиума Дальневосточного отделения Российской академии наук и Президиума Приморского научного центра. Главный редактор журнала «Вестник ДВО РАН». Член редколлегий «International Journal of Molecular Spectroscopy», «Коррозия: материалы, защита», «Химическая технология».
С 2002 по 2018 гг. являлся директором Института химии ДВО РАН. С 2002 г. — член Президиума Российской академии наук.
Заведующий кафедрой физики атомов и молекул Дальневосточного государственного университета (до 2011). С 2011 года до июля 2014 года — директор Школы естественных наук ДВФУ. C 2011 года — Член ученого совета Дальневосточного федерального университета.
С 2018 года — научный руководитель Института химии ДВО РАН. 
С 24 января 2023 года был назначен советником Российской академии наук.
Среди его учеников 3 доктора наук и 8 кандидатов наук.
Женат, есть дочь Татьяна и сын Олег, а также внучка Мария и внук Иван.

## Научная деятельность
Специализируется в области теоретической химии, спектрохимии. Занимается изучением строения фторидных комплексов элементов III—IV групп периодической системы с помощью спектральных методов.
Автор свыше 450 научных публикаций, в том числе 15 монографий («Атлас ИК-спектров и рентгенометрических данных комплексных фторидов элементов III—VI групп периодической системы», «Электронные аспекты адсорбции на окисленной поверхности», «Диффузионная подвижность и ионный транспорт в кристаллических и аморфных фторидах элементов IV группы и сурьмы(III)» и др.), а также более 50 авторских свидетельств и патентов.

## Награды
- Орден Трудового Красного Знамени
- Орден Почёта
- Премия Правительства Российской Федерации в области науки и техники (1997)
- Премия имени В. Г. Хлопина (совместно с Е. К. Папыновым и И. Г. Тананаевым, за 2019 год) — за цикл работ «Научное обеспечение радиоэкологической и экологической безопасности морской среды и территории Дальнего Востока»
- медали СССР
- Орден Восходящего солнца 3-го класса (3 ноября 2021)[7]